# Inveraray (circonscription du Parlement d'Écosse)
Inveraray dans l'Argyllshire était un Burgh royal qui a élu un Commissaire au Parlement d'Écosse et à la Convention des États.
Après les Actes d'Union de 1707, Inveraray, Ayr, Campbeltown, Irvine et Rothesay ont formé le district d'Ayr, envoyant un membre à la Chambre des communes de Grande-Bretagne.

## Liste des commissaires de burgh
- 1661–63: John Yuill, provost [1]
- 1669–74: Sir Colin Campbell d'Aberuchill[2]
- 1678 (convention), 1681–82: William Broun, provost [3]
- 1685–86: John McNaughton, conseiller [4]
- 1689 (convention), 1689–1702: Hugh Broune [5]
- 1702–07: Daniel (ou Donald) Campbell d'Ardintenie [6]